# Mokhtar Chelbi
Mokhtar Chelbi (مختار الشلبي), né le 15 mars 1940, est un joueur de football tunisien. Il a passé toute sa carrière à l'Avenir sportif de La Marsa.

## Biographie
Né en 1940, il rejoint à l'âge de seize ans les rangs de l'Avenir sportif de La Marsa avec lequel il remporte en 1959 la coupe de Tunisie des juniors. Il passe chez les seniors la même année où l'équipe rejoint la première division. Il y exerce jusqu'en 1969, avec une interruption en 1967-1968, en remportant dans l'intervalle le titre de meilleur buteur en 1963.

## Palmarès
- Vainqueur de la coupe de Tunisie en 1961 ;
- Finaliste de la coupe de Tunisie en 1965 et 1966 ;
- Vainqueur de la coupe de Tunisie de football (juniors) en 1959 ;
- Meilleur buteur du championnat tunisien en 1963 (16 buts).

## Statistiques

### Avenir sportif de La Marsa
- 107 matchs, 36 buts en championnat
- 22 matchs, 10 buts en coupe

### Sélection nationale
Chelbi a participé à une seule rencontre le 25 août 1963, durant les Jeux méditerranéens, contre le Maroc.